# يان ستانلي (دراج)
يان ستانلي (بالإنجليزية: Ian Stanley)‏ هو دراج جامايكي، ولد في 11 يناير 1963.

## وصلات خارجية
- يان ستانلي على موقع أرشيف الدراجات (الإنجليزية)
- يان ستانلي على موقع أوليمبيديا (الإنجليزية)